# William Caslon

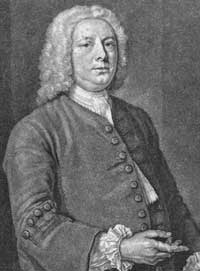
William Caslon I.

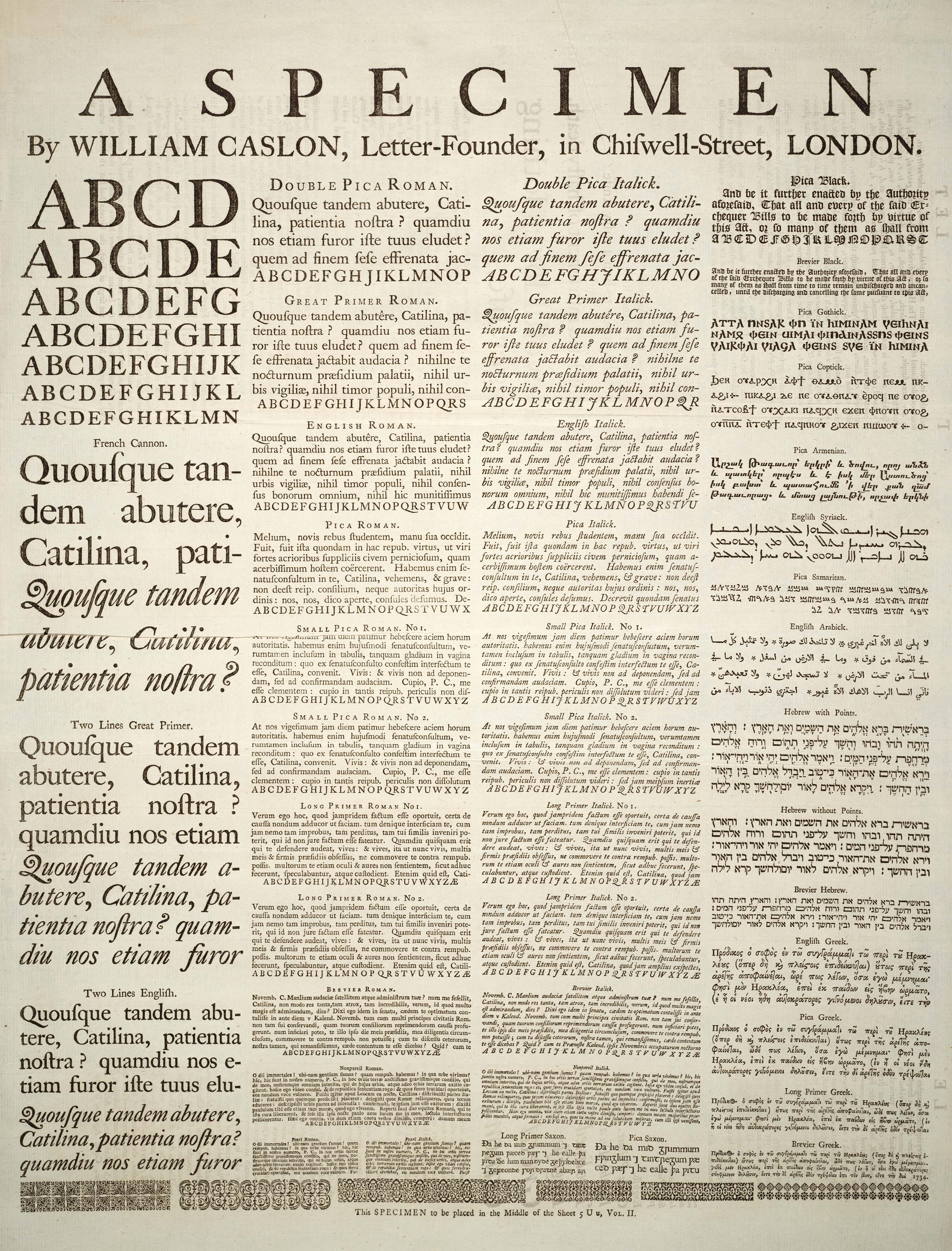
Voorbeeldblad met letterontwerpen van William Caslon

William Caslon (1692 - 1766), ook wel gekend als William Caslon I, was een Engelse geweermaker en letterontwerper. Hij werd geboren in Cradley, Worcestershire in 1692, en in 1716 begon hij zijn carrière als graveur van geweren in Londen. Zijn ervaring als smid en het feit dat hij veel in contact kwam met boekdrukkers, waren zijn drijfveren om een lettergieterij op te richten. William Bowyer moedigde hem hierbij aan. De fijnheid en de leesbaarheid van zijn letters, verzekerden de heerschappij over de leidende drukkerijen in Engeland en de rest van het continent.
Caslon haalde zijn inspiratie bij de Nederlands Barokletters, die het meest gebruikt werden in Engeland voordat de Caslon ontstond. Caslons werk beïnvloedde John Baskerville en zo hoort hij tot de stamvaders van de traditionele (Baskerville, Bulmer en Fairfield) en de moderne (Bodoni, Didot en Walbaum) letterklassificatie.
De letters van Caslon waren onmiddellijk een groot succes. Ze waren zeer populair en werden voor veel belangrijke drukwerken gebruikt, waaronder de eerste gedrukte versie van de 'Declaration of Independence'. Caslons letters werden zo populair dat de uitdrukking “als je twijfelt, gebruik Caslon” ontstond. De letters van Caslon waren na zijn dood in 1766 niet langer de favorieten, maar ze beleefden een revival in 1840. Verschillende van die revivals worden vandaag wereldwijd gebruikt.
- Bibliothèque nationale de France: cb15935758g (data)
- Gemeinsame Normdatei: 118668684
- International Standard Name Identifier: 0000 0000 6668 0062
- Library of Congress Control Number: n85049214
- Nationale Bibliotheek van Israël: 987007312267905171
- Nederlandse Thesaurus van Auteursnamen: 069328706
- LIBRIS: 318660
- SNAC: w6v77b7x
- Système universitaire de documentation: 153548282
- Trove: 1141037
- Union List of Artist Names: 500128673
- Virtual International Authority File: 60505411
- WorldCat: E39PBJy8q68V474XkXfbcxWMT3